# Flaviludia angustifascia
Flaviludia angustifascia är en tvåvingeart som först beskrevs av Erich Martin Hering 1936.  Flaviludia angustifascia ingår i släktet Flaviludia och familjen borrflugor. Inga underarter finns listade i Catalogue of Life.